# Árdactos (Curítes)
Árdactos (em grego: Άρδακτος) ou Ardaktos, é uma vila cretense da unidade regional de Retimno, no município de Amári, na unidade municipal de Curítes. Situada a 630 metros acima do nível do mar, próxima a ela estão as vilas de Plátanos e Lochriá. Segundo censo de 2011, têm 48 habitantes.